# L'uomo samargantico
L'uomo samargantico è un film italiano del 2020 diretto da Luca Martinelli che vede protagonisti Fulvio Fuina, Clara Mallegni, Daniela Airoldi, Giancarlo De Biasi, Raffaele Totaro e la cantante Caterina Ferri. La colonna sonora originale è stata composta da Hunterwolf. Nella pellicola è presente un cameo dell'ex attrice pornografica Manuela Falorni.
Il film è distribuito da Chili in Italia e da Amazon Prime Video in Giappone, Stati Uniti e Regno Unito.

## Trama
Amadeo Rossi vive in un mondo di apparenze e cerca di dare un senso alla propria esistenza, inetta e deludente su tutti i fronti. Innamorato perdutamente di Jennifer, sogna una storia con lei la quale sembra non notarlo nemmeno.
Preso dall'esasperazione, dopo essere stato definito "un omuncolo" dalla sua stessa guida spirituale, il maestro Sunny, e dopo aver visto la Madonna camminare totalmente ignorata nel mezzo di una folla attratta solo dai propri smartphone, tenta l'approccio della psicoterapia, senza risultati. Inizia così a dedicarsi in modo piuttosto fallimentare alla poesia e si converte al movimento acquano, una sorta di culto centrato sul nutrirsi di semplice acqua, promosso dalla torbida dottoressa Ilde Panzerotti.
Un giorno, guardando alla televisione un documentario del divulgatore Angelo Alberta, famoso per la sua ossessiva ricerca della "Porta" per il fantomatico mondo samargantico, ha un'altra visione e qualcosa attorno a lui sembra cambiare. Scopre così che l'accesso a quel misterioso universo parallelo risiede proprio nel suo water e senza esitazione decide di entrarci.
Una volta giunto dall'altra parte nota che in quel luogo le persone anziché essere perse nell'uso patologico del cellulare si salutano e comunicano di persona. Inizia così la scoperta di questo mondo samargantico, una realtà alternativa dove tutti i suoi sogni sembrano realizzati da anni. Scopre così di essere una persona stimata da tutti, e che perfino Jennifer non solo è follemente innamorata di lui, ma è la sua fidanzata da tre anni.
La situazione inizia a complicarsi quando si comprende che l'intero mondo samargantico altro non è che una simulazione creata dal malvagio ministro Xavier Ovitac, un politico megalomane e narcisista che ha creato questa dimensione per appagare le proprie manie di potere, attraendo le persone con la promessa di una vita ideale. Il bieco ministro mal sopporta la diffusione della voce riguardante l'imminente arrivo del prescelto, l'uomo samargantico, che avrebbe sconvolto questo sua creazione e decide così di dargli la caccia.
Presto Amadeo, dopo una breve permanenza nel mondo samargantico inizia a scoprire che questo luogo apparentemente così seducente è in realtà noioso, contraddittorio e folle anche più di quello dal quale proviene. Dopo alcuni fallimentari tentativi di riportare Jennifer nel mondo reale comprende che ella è bloccata nella simulazione dallo stesso Ovitac, che altri non è che il fratello di lei, e che ciò che rimane della donna nel mondo reale non è altro che un'ombra.
Questi tentativi mandano su tutte le furie il ministro che decide così di arrestare Angelo Alberta e corrompere la dottoressa Panzerotti, con la quale era già in combutta, per avvelenare l'acqua acquana destinata al malcapitato Amadeo, da lui identificato come l'uomo samargantico, in modo da liberarsene definitivamente. Purtroppo tutte queste azioni non andranno a buon fine ma al contrario distrarranno il ministro dall'imminente tradimento da parte di una delle persone a lui più vicine, la giornalista Martini, pronta a dare in pasto alla stampa tutta la verità celata dietro a questo distopico progetto. Il segreto di questo mondo artificiale è di pubblico dominio, e Ovitac non può fare altro che avviare l'autodistruzione di tale universo, cancellandone ogni ricordo.
Nel collasso completo del mondo samargantico, un logorroico ministro si allontana bofonchiando leggi e pratiche burocratiche, mentre Amadeo e Jennifer si incontrano e si parlano nel mondo reale per la prima volta, immemori della loro storia passata.

## Produzione
Il film, prodotto da Black Cat, è il secondo lungometraggio del regista Luca Martinelli che ne ha scritto la sceneggiatura insieme a Fulvio Fuina presso il Carrefour di Massa. La maggior parte delle scene sono girate a Seravezza, Bologna e Fivizzano. Pur trattandosi di un film in live action sono presenti scene d'animazione 2D realizzate dallo stesso regista.
La colonna sonora originale è stata composta e prodotta dal compositore e disc jockey parmigiano Hunterwolf con la partecipazione del mezzosoprano Carling Chiu e del chitarrista Jacopo Mack Rosa. Lo stile unisce la musica sinfonica a strumenti esotici e l'elettronica contemporanea ad elementi tipici della musica anni '70 e '80. Oltre ai brani originali sono presenti quattro canzoni del Paperoga Quartet, una delle quali inedita.
Le riprese del film hanno avuto inizio prima della pandemia di COVID-19 ma a causa di essa tutta la produzione ha subito rallentamenti. Il lungometraggio è stato presentato al pubblico per la prima volta come parte della selezione ufficiale del Festival del cinema di Salerno il 7 dicembre 2020. La prima proiezione al cinema in presenza è avvenuta il 3 giugno 2021 a Carrara.

## Riconoscimenti
- 2020 - Festival del cinema di Salerno
  - Selezione ufficiale
- 2020 - Indiecinema Film Festival
  - Selezione ufficiale
- 2021 - Golden Smile International Film Festival
  - Selezione ufficiale
- 2021 - Cannes World Film Festival
  - Selezione ufficiale
- 2021 - Under the Stars International Film Festival
  - Selezione ufficiale
  - Semifinalista Miglior Film Straniero
- 2021 - Villammare Film Festival
  - Selezione ufficiale
  - Finalista
- 2021 - David di Donatello
  - Partecipazione
- 2021 - Premio Shinema
  - Selezione ufficiale
  - Premio Best Cast